# Sébastien Feller
Sébastien Feller (ur. 11 marca 1991 w Thionville) – francuski szachista, arcymistrz od 2007 roku.

## Kariera szachowa
Jest wielokrotnym medalistą mistrzostw Francji juniorów, m.in. złotym z 2001 (w kategorii do lat 12), 2006 (do lat 16) i 2007 roku (do lat 20). Od dziesiątego roku życia reprezentował swój kraj na mistrzostwach świata i Europy juniorów, w roku 2007 zdobywając w Szybeniku tytuł wicemistrza Europy do lat 16.
Normy na tytuł arcymistrzowski wypełnił w otwartych turniejach rozegranych w Béthune (2006, dz. III m. za Władimirem Burmakinem i Erwinem l'Ami, wspólnie z m.in. Andriejem Szczekaczewem, Stanisławem Sawczenko i Jean-Marcem Degraeve), Differdange (2007, dz. III m. za Humpy Koneru i Hannesem Stefanssonem, wspólnie z Hedinnem Steingrimssonem, Viktorem Erdosem, Tigranem Gharamianem i Leonidem Kritzem) i Barcelonie (2007, dz. III m. za Friso Nijboerem i Jose Gonzalezem Garcią, wspólnie z m.in. Davitem Szengelią, Mihailem Marinem, Larsem Karlssonem, Marcem Narciso Dublanem i Thomasem Lutherem). Również w 2007 r. zwyciężył w otwartym turnieju w Le Touquet-Paris-Plage. W 2009 r. podzielił III m. (za Pentalą Harikrishną i Georgiem Meierem, wspólnie z Michałem Krasenkowem) w kołowym turnieju w Nancy. W 2010 r. podzielił II m. (za Andriejem Sokołowem, wspólnie z Faridem Abbasowem) w Metz oraz zwyciężył w mistrzostwach Paryża. W 2010 r. podzielił I m. w otwartym turnieju w Biel (wspólnie z m.in. Aleksandrem Riazancewem i Leonidem Kritzem).
W 2009 r. zadebiutował w reprezentacji Francji na drużynowych mistrzostwach Europy, rozegranych w Nowym Sadzie, natomiast w 2010 r. uczestniczył w szachowej olimpiadzie w Chanty-Mansyjsku.
W 2011 r. został oskarżony o współudział podczas olimpiady w oszustwie, polegającym na podpowiadaniu posunięć przy pomocy krótkich wiadomości tekstowych, a następnie (wspólnie z Cyrilem Marzolo) zawieszony w prawach zawodnika na okres dwóch lat. Kara nie została jednak wykonana, z powodu złożenia apelacji. W 2012 r. został przez Międzynarodową Federację Szachową zdyskwalifikowany za to przewinienie na 2 lata i 9 miesięcy (licząc od 1 sierpnia 2012).
Najwyższy ranking w karierze osiągnął 1 września 2011 r., z wynikiem 2668 punktów zajmował wówczas 77. miejsce na światowej liście FIDE, jednocześnie zajmując 5. miejsce wśród francuskich szachistów.